# Calle Salvador Gutiérrez
La Calle Salvador Gutiérrez es una arteria vial en el sector norponiente de la ciudad de Santiago, Chile. Se extiende en dirección este-oeste, uniendo a las comunas de Quinta Normal y Cerro Navia. Es la arteria principal del Barrio Argentina.

## Recorrido
Simplemente conocida como Salvador Gutiérrez, la calle se desarrolla desde la Avenida General Velásquez y continúa hacia el poniente hasta La Avenida La Estrella. En la intersección con la Avenida Huelén sufre un desvío de aproximadamente dos cuadras para retomar su camino.
En las horas puntas se vuelve una conveniente vía, ya que corre paralela a la Avenida Carrascal y Avenida Mapocho.

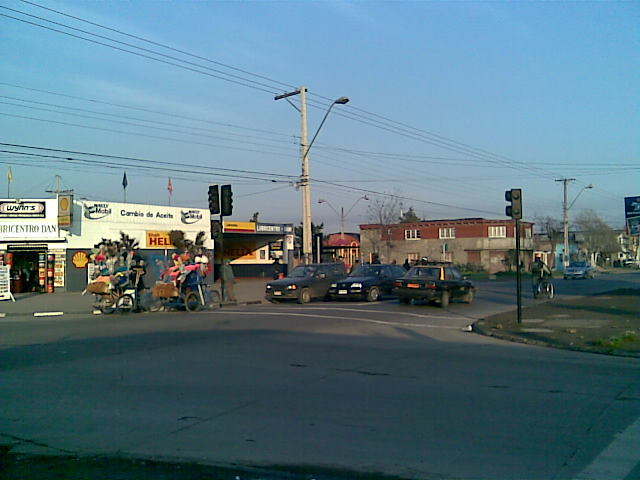
La avenida con calle Samuel Izquierdo.

La vía posee conexión con los servicios del sistema de transporte Red Metropolitana de Movilidad. Originalmente, en 2007 poseía solo un recorrido local (J05 Estación Central - Mapocho), adjudicado por licitación a la empresa Comercial Nuevo Milenio S.A. Sin embargo, producto de la alta demanda que demostró el sector en los comienzos del plan Transantiago, se decidió trasladar el servicio troncal 502 desde la  Avenida José Joaquín Pérez hasta esta avenida, y posteriormente, el recorrido local J08 (Pudahuel Sur - Hospital Félix Bulnes) entre Neptuno y Radal en la comuna de Quinta Normal, mientras que por Cerro Navia cuenta con el servicio J13 hasta Santos Medel.
- Datos: Q5714055
- Multimedia: Calle Salvador Gutiérrez / Q5714055